# Jakub Pik

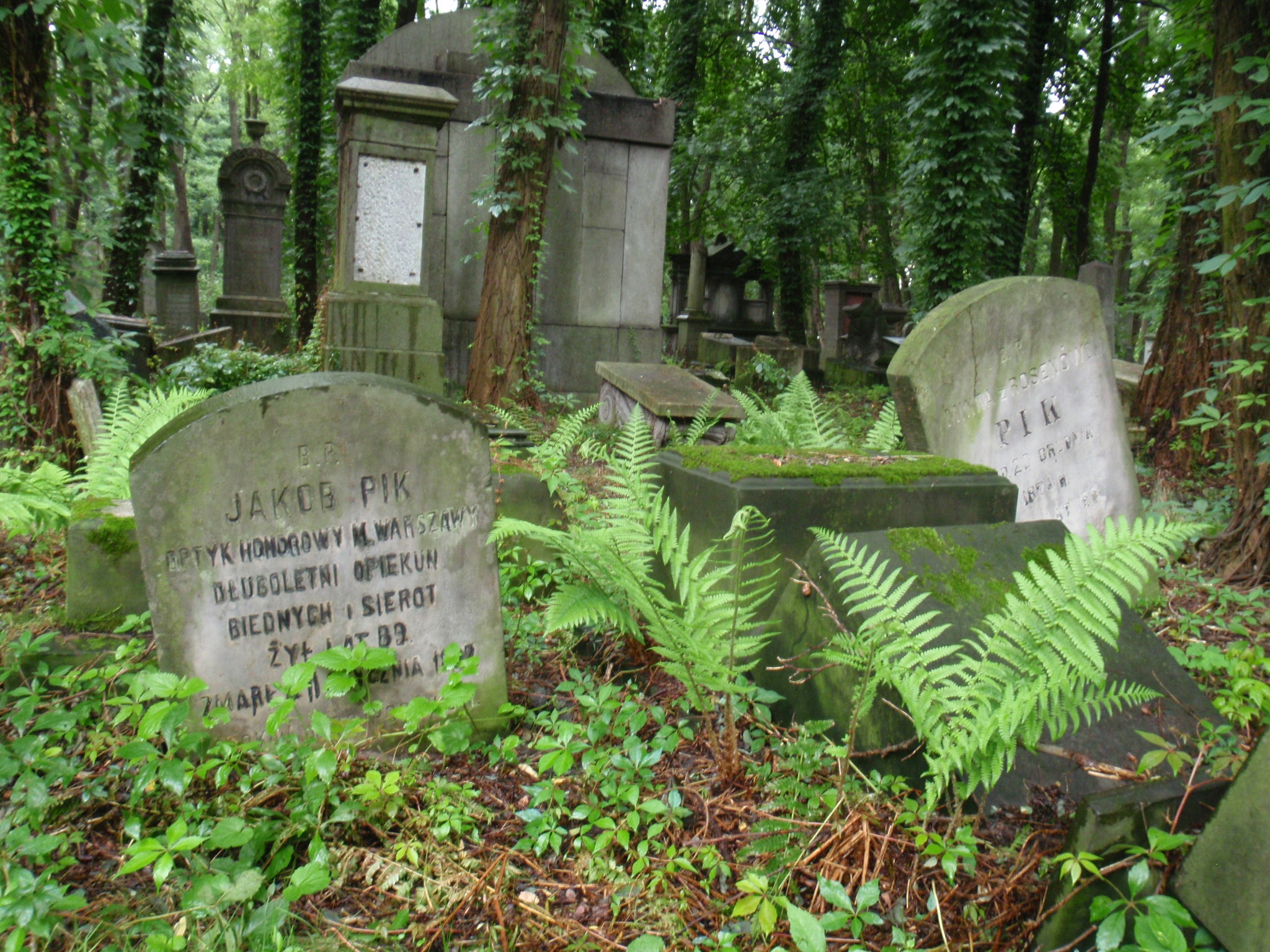
Grób Jakuba Pika na cmentarzu żydowskim przy ulicy Okopowej Warszawie

Jakub Pik (ur. 1806 w Częstochowie, zm. 11 stycznia 1897 w Warszawie) – polski optyk i wynalazca żydowskiego pochodzenia.

## Życiorys
Od 1834 roku uczęszczał do Warszawskiej Szkoły Rabinów, następnie pracował w szlifierni optycznej Mateusza Ottona Bachmanna przy ulicy Podwale 22. Od 1844 roku zarządzał zakładem, a w 1845 stał się jego właścicielem. Przez pewien czas zakład mieścił się w pałacu Paca, potem przy tej samej ulicy, ale pod adresem Miodowa 4. W 1847 roku Pik otrzymał tytuł honorowego optyka i mechanika Warszawy.
W 1845 roku ożenił się z Marią (Miną) z domu Rozen, primo voto Płońską, z którą miał trzech synów (Michała, Felicjana i Seweryna) oraz dwie córki. W 1855 odbył podróż po krajach europejskich. W 1871 przyznano mu tytuł dostawcy Uniwersytetu Warszawskiego. Publikował w „Gazecie Lekarskiej”; pod pseudonimem „Optyk miasta Warszawy” wydał broszurę O probierzu stumiarowym do wódek i spirytusu (Warszawa, 1865).
W 1878 roku zorganizowano publiczną prezentację możliwości nowego wynalazku telefonu, łącząc przewodami zakład optyczny Pika przy ul. Niecałej z cukiernią Semadeniego w Ogrodzie Saskim.
Jakub Pik zmarł 11 stycznia 1897 roku w Warszawie, pochowany został na cmentarzu żydowskim przy ulicy Okopowej (kwatera 26, rząd 11). Julian Tuwim napisał o nim kuplet „Staroświecki optyk”.
Według Antoniego Słonimskiego pierwszą żoną Pika była ciotka Słonimskiego, po drugim mężu Sobieszczańska. Słonimski w Alfabecie wspomnień przytacza warszawską plotkę, która mówiła o rzekomym romansie pani Pikowej z będącym w Warszawie przejazdem szachem perskim; żart krążący po stolicy mówił, że „serce Pikowej pika, ale nie dla Pika”.

## Dzieła
- O doborze używania szkieł ocznych i okularów (1860),
- O probierzu stumiarowym do wódek i spirytusu (1865)